# 赤松範資
赤松 範資（あかまつ のりすけ）は、鎌倉時代後期から南北朝時代にかけての武将・守護大名。摂津国・播磨国守護。赤松氏の第5代当主。

## 略歴
赤松則村（円心）の嫡男として誕生。
初め弟・貞範と共に摂津長洲荘の代官として派遣されたが、元弘3年（1333年）、父が鎌倉幕府討幕のために挙兵した際、父に従って京都での戦いで武功を挙げた。ところが、その後の後醍醐天皇の建武の新政で赤松氏が行賞で冷遇されたため、父と共に足利尊氏に与し、朝廷軍と各地で戦って武功を挙げた。それにより室町幕府成立後、尊氏から摂津守護に任じられた。
正平5年/観応元年（1350年）、父の死により家督を継いで当主となる。同年、尊氏の弟・足利直義と高師直の対立である観応の擾乱では尊氏・師直側に味方して直義軍と戦い、打出浜の戦いに参戦している。しかし翌正平6年/観応2年（1351年）、京都堀川七条の自邸にて急死。
摂津は嫡男・光範が、家督と播磨は弟・則祐が継いだ。他の子らはそれぞれの所領から改姓して一門衆になったとされる。

## 子孫
光範の系統は七条氏として存続、この家系は戦国時代の明応5年（1496年）に赤松義村が惣領家に復帰し、以後関ヶ原の戦いの赤松則英、斎村政広まで4代続く事になる。また、傍流の赤松氏満の家系が江戸時代に大身旗本として幕末まで存続した。
円心の弟という説もある。また、義村の代まで則祐の家系と交互に家督を相続したという説もある。